# Осниця
Осниця — річка в Україні, у Березнівському районі Рівненської області. Права притока Случі (басейн Прип'яті).

## Опис
Довжина річки приблизно 8,56 км, найкоротша відстань між витоком і гирлом — 8,10  км, коефіцієнт звивистості річки — 1,06 . Річка формується декількома безіменними струмками та частково каналізована.

## Розташування
Бере початок на південно-східній стороні від села Яцьковичів. Тече переважно на південний захід і на південно-східній стороні від Колодязного впадає у річку Случ, праву притоку Горині.

## Цікавий факт
- У XIX столітті річка протікала між слободою Подралівкою та Броніславкою.[2]